# Dr. med. Mabuse
Dr. med. Mabuse – Zeitschrift für alle Gesundheitsberufe ist eine Fachzeitschrift, die vier Mal jährlich im hpsmedia-Verlag erscheint und sich für ein solidarisches Gesundheitssystem einsetzt.
Die Zeitschrift versteht sich als Forum für Beiträge und Debatten aller Gesundheitsberufe und hat sich seit ihrer Gründung als Fachschaftszeitung von linken Medizinstudierenden im Jahr 1976 zum Ziel gesetzt, einen kritischen, unabhängigen Blick auf das Gesundheitswesen und die Sozial- und Gesundheitspolitik zu werfen.
Außerdem will die Zeitschrift die verschiedenen Gesundheitsberufe fachübergreifend dabei unterstützen, besser miteinander ins Gespräch zu kommen, etwa darüber, wie die Arbeitsfelder, die Versorgung der Patienten und das Gesundheitswesen allgemein mit seinen Strukturen verbessert und solidarischer gestaltet werden können.
Die Autoren der Beiträge kommen aus allen Gesundheitsberufen, aber auch Lehrende und Wissenschaftler sowie Schüler und Studenten verschiedener Gesundheitsberufe und Fachjournalisten schreiben für das Magazin.
Seit dem Jahr 2003 wird in jeder Ausgabe ein Schwerpunkt-Thema ausführlich behandelt, im Jahr 2012 beispielsweise die Themen Evidenzbasierte Medizin, Ambulante Versorgung, HIV/Aids, Arbeiten im Team, Lobbyismus und Demografischer Wandel.
Darüber hinaus erscheinen Beiträge zu aktuellen Entwicklungen in der Gesundheitspolitik und den verschiedenen Gesundheitsberufen sowie zu laufenden Diskussionen zur Kranken- und Altenpflege, Psychiatrie, Ausbildung/Studium, Public Health, Ethik, Pharmapolitik oder Gesundheit in der „Dritten Welt“.
Im Themenbereich Pflege wird die Redaktion seit 1987 inhaltlich von einer sogenannten autonomen Pflegeredaktion unterstützt. Diese wurde von der Pflegepionierin Hilde Steppe gegründet und besteht heute aus sechs festen Mitgliedern, die hauptamtlich in unterschiedlichen Pflegeberufen beschäftigt sind.
Die taz schrieb in einem Beitrag aus dem Jahr 2007 zum 30-jährigen Jubiläum von Dr. med. Mabuse: „Gestartet als basisdemokratisches Projekt und ausgestattet mit dem Überlebenswillen karg entlohnter, aber motivierter Mitarbeiter, ist sie bis heute unabhängig. Statt der Vergütungsordnung für Ärzte thematisiert Mabuse Zweiklassenmedizin, Frauenbewegung oder die Tricks der Pharmaindustrie.“
Zum 1. Januar 2025 übergab der Mabuse-Verlag die Zeitschrift Dr. med. Mabuse an den Verlag hpsmedia. Dieser hat angekündigt, die Zeitschrift in der gewohnten Form weiterzuführen. Dazu gehört auch, dass der Verlag in der Regel für veröffentlichte Beiträge kein Honorar zahlt; darauf wird aber vorab nicht hingewiesen. Unter anderem ist jetzt ein Online-Archiv vorhanden.